# Иванов-Радкевич, Николай Павлович
Никола́й Па́влович Ивано́в-Радке́вич (при рождении Никола́й Па́влович Ивано́в; 28 января (10 февраля) 1904, Красноярск — 4 февраля 1962, Москва) — советский композитор и педагог. Заслуженный деятель искусств РСФСР (1957). Лауреат Сталинской премии второй степени (1943).

## Биография
Родился 28 января (10 февраля) 1904 год в Красноярске в семье выдающегося русского духовного композитора, хормейстера и музыкального педагога Павла Иосифовича Иванова-Радкевича. У него было три брата — Михаил, Александр и Константин.
Учился в Красноярске в Красноярской мужской гимназии. В 1922 году переехал в Москву, где с 1923 по 1928 год учился в МГК имени П. И. Чайковского по классу композиции у Р. М. Глиэра. Профессор (1939). Кандидат искусствоведения (1939). Преподаватель по классу инструментовки МГК имени П. И. Чайковского (1929—1941) и (1941—1943). С 1952 года — начальник кафедры инструментовки Института военных дирижёров Советской Армии.
В 1958 году официально сменил фамилию Иванов на двойную — Иванов-Радкевич.
Умер 4 февраля 1962 года. Похоронен рядом с отцом на Преображенском кладбище. Творческим наследием было поручено заниматься композитору Купревичу.

### Семья
- Супруга Рыбоченко Анна Васильевна. Дети — Наталья Иванова (1926 г. р.), Константин Иванов (1930 г. р.).
- Супруга Дербенёва-Степанова Татьяна Алексеевна. Дети — Николай (1943 г. р.)[3].

## Творчество
- Кантата (1940)
- 5 симфоний (1928, 1932, 1937, 1944, 1959)
- 12 сюит для оркестра («Албанские напевы», «Детские картинки», «Картинки русской природы», «Славянские танцы», «Сюита на русские народные темы» (1950) и др.)
- Сонаты
- Увертюры («Увертюра на темы народов СССР» — казахская, степная ногайская, татарская и калмыцкая (1932); «Увертюра на народные темы», написанная к 20-тилетию Великой Октябрьской революции (1937); «Русская увертюра» (1938); «Торжественная увертюра» (1948); «Торжественная увертюра на удмуртские темы» (1950); «Увертюра-фантазия» (1952))
- 31 марш для духового оркестра: «На штыки»/Марш № 1 (1926), Торжественный (премированный на конкурсе ПУРККА высшей премией, 1930), Походный марш (1931), Походный № 3/«Труд» (1933), «Артек» (из к/ф «Артек»/«Счастливая смена», 1934), Походный № 5 (1934), «На русские народные темы» (1937), «XX лет ВЛКСМ» (1938), Походный № 8 (1938), Траурный (из к/ф «Будем как Ленин») (1939), Кавалерийский встречный (1940), «Победный», «Капитан Гастелло», «Родная Москва», «Народные мстители» (все — 1941), «Варяг», «В боевой поход» (1943), Гвардейский встречный ВМФ, «Нахимовец» (1944), «Знамя Победы», «Парад Победы» (1945), «Аврора» (1946), «Балтиец» (1947), «Московский» (1948), «Русский» (1949), «Молодость» (1950), «Советской Армии» (1951), Встречный (1952), «Спортивный» (1953), «Краснофлотский» (1958?), «Абхазский» (1959).
- 8 полифонических пьес («Две пьесы на темы песен горских народов» — «абхазская» и «чеченская» (1932); «Пьеса на казахские темы» (1934—1936); «Вярба» (1934—1936); «Бульба» (1934—1936))
- Поэма, посвящённая дню Победы (1955) — предположительно это сочинение посвящено параду Победы в Ханое 1 января 1955 года (см. пояснение в разделе фильмография).
- рапсодии («Русская рапсодия», «Рапсодия на украинские народные темы» (1936))
- Песни
- Церемониальные произведения: туш № 1, туш № 2, туш № 3.

### Оценки творчества
Одно из лучших свойств композитора — он умеет с большим тактом превращать песенную, мягкую и широкую музыку в пружинно-упругую и звенящую, отливающую металлом, натянутую, как струна. При этом нет ничего насильственного, ничего грубо ломающего песенный строй и «муштрующего» народную мелодию.Цуккерман В. А.

## Фильмография
- 1935 — «Счастливая смена»
- 1937 — «Великий праздник»
- 1939 — «Будем, как Ленин»
- 1939 — «Дед Иван» (мультипликационный)
- 1941 — «Первопечатник Иван Фёдоров»
- 1944 — «Албания»
- 1948 — «Кем быть?» (мультипликационный)
- 1953 — «Лев Толстой»
- 1954 — «Чехов»; «У Полярного круга»
- 1955 — «Маяковский»; «Северный полюс»
- 1955 — «Исторический день» — предположительно является композитором, сделавшим музыкальное сопровождение фильма на основе вьетнамских мелодий, так как известна только указанная в титрах фамилия — Иванов. Предположительно, это был Николай Павлович Иванов-Радкевич, так как в списке его произведений упоминается «поэма, посвящённая дню Победы (1955)»[5].
- 1956 — «Достоевский»
- 1957 — «Здесь жил Ленин»
- 1960 — «Рукописи Ленина»; «Разум против безумия»

## Награды и премии
- Сталинская премия второй степени (1943) — за марши «Капитан Гастелло», «Народные мстители», «Родная Москва», «Победный марш»[6]
- Медаль «За оборону Москвы» (1945)
- Медаль «За доблестный труд в Великой Отечественной войне 1941—1945 гг.» (1946)
- Медаль «В память 800-летия Москвы» (1948)[7]
- заслуженный деятель искусств РСФСР (1957)

## Комментарии
1. ↑  Свидетельство бюро ЗАГС Советского района Москвы от 11.04.1958[1].